# 칙필레
칙필레(Chick-fil-A)는 미국의 패스트 푸드 음식점 체인이자 치킨 버거를 전문으로 하는 가장 큰 체인이다. 조지아주 칼리지 파크에 본사를 둔 칙필레는 48개 주와 컬럼비아 특별구 및 푸에르토리코에 레스토랑을 운영하고 있다. 이 회사는 캐나다에서도 사업을 운영하고 있으며, 이전에는 영국과 남아프리카 공화국에도 레스토랑이 있었다. 이 레스토랑은 아침 식사 메뉴와 점심 및 저녁 식사 메뉴를 제공한다. 또한 체인은 케이터링 서비스도 제공한다. 칙필레는 그들의 특제 메뉴를 "오리지널 치킨 샌드위치"라고 부른다. 이것은 튀긴 빵가루를 입힌 뼈 없는 닭 가슴살 조각을 구운 번에 두 조각의 딜 피클 또는 양상추, 토마토, 치즈와 함께 제공하는 것이다.
회사의 많은 가치는 독실한 남침례교 신자였던 고 S. 트루엣 캐시(1921–2014) 설립자의 기독교적 종교 신념의 영향을 받았다. 주일 성수에 대한 헌신을 반영하여 모든 칙필레 레스토랑은 일요일에 영업을 하지 않는다. 추수감사절과 크리스마스에도 문을 닫는다. 회사의 보수적인 동성결혼 반대 입장은 논란을 불러일으켰다. 회사는 2019년부터 이 문제에 대한 입장을 완화하기 시작했다. 수많은 논란과 보이콧 시도에도 불구하고, 2022년 미국 고객 만족 지수에 따르면 칙필레는 8년 연속 미국에서 가장 인기 있는 패스트푸드 체인으로 남아 있으며, 전국 모든 패스트푸드 체인 중 매장당 매출이 가장 높다.

## 역사

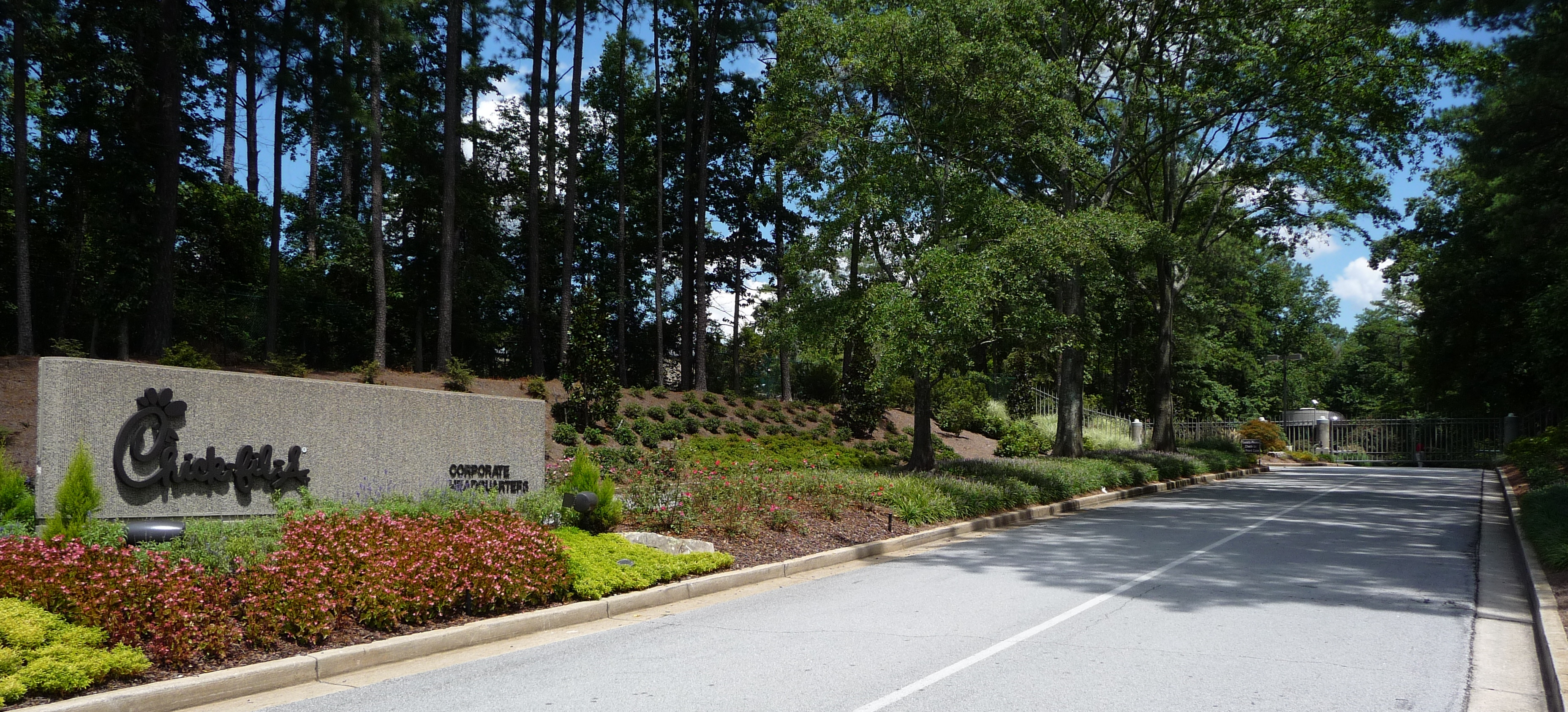
조지아주 칼리지 파크에 위치한 칙필레 본사

이 체인의 기원은 1946년 S. 트루엣 캐시 (체인의 전 회장이자 CEO)가 조지아주 해이프빌의 애틀랜타 교외에 개업한 레스토랑 드워프 그릴(현재 드워프 하우스)로 거슬러 올라간다. 원래 매장은 포드 모터 컴퍼니의 애틀랜타 조립 공장 근처에 위치하여 수년 동안 많은 고객을 유치했다. 이 매장은 나중에 리모델링되어 2022년에 다시 문을 열었다.
1961년, 패스트푸드 사업에 15년 동안 종사한 후, 캐시는 햄버거를 요리하는 시간과 동일한 시간에 치킨 샌드위치를 요리할 수 있는 압력 튀김기를 발견했다. 이 발견 이후 그는 칙필레 주식회사를 등록했다. 회사의 등록 상표 슬로건인 "우리는 닭을 발명하지 않았고, 단지 치킨 샌드위치를 발명했을 뿐이다(We Didn't Invent the Chicken, Just the Chicken Sandwich)"은 그들의 대표 메뉴인 칙필레 치킨 샌드위치를 가리킨다. 칙필레가 패스트푸드 튀김 치킨 샌드위치를 대표 메뉴로 내세운 첫 번째 전국 체인이었지만, 캐시의 "치킨 샌드위치를 발명했다"는 주장은 사실이 아닌 것으로 밝혀졌다.
1964년부터 1967년까지 이 샌드위치는 와플 하우스와 새로운 휴스턴 애스트로돔의 매점을 포함하여 50개 이상의 식당에 라이선스되었다. 칙필레 샌드위치는 1967년 애틀랜타 그린브라이어 몰의 푸드코트에 첫 전용 매장이 문을 열면서 다른 레스토랑에서의 판매가 중단되었다.
체인은 1970년대와 1980년대 초에 교외 쇼핑몰 푸드코트에 새로운 지점을 열면서 확장되었다. 첫 번째 독립 매장은 1986년 4월 16일 조지아주 애틀랜타의 노스 드루이드 힐스 로드에 문을 열었고, 회사는 푸드코트보다는 독립 매장에 더 집중하기 시작했다. 비록 원래의 지리적 기반에서 벗어나 확장되었지만, 대부분의 새로운 레스토랑은 미국 남부 교외 지역에 위치한다.
1997년부터 애틀랜타에 본사를 둔 이 회사는 매년 신년전야에 애틀랜타에서 열리는 칼리지 풋볼 볼 게임인 칙필레 피치 볼을 후원했다. 칙필레는 또한 사우스이스턴 콘퍼런스와 애틀랜틱 코스트 콘퍼런스의 대학 스포츠도 후원한다.
2008년에 칙필레는 트랜스 지방이 전혀 없는 첫 번째 패스트푸드 레스토랑 중 하나였다.
2015년 10월, 회사는 맨해튼에 3층짜리 5,000 제곱피트 (460 m2) 규모의 가장 큰 레스토랑을 열었다.

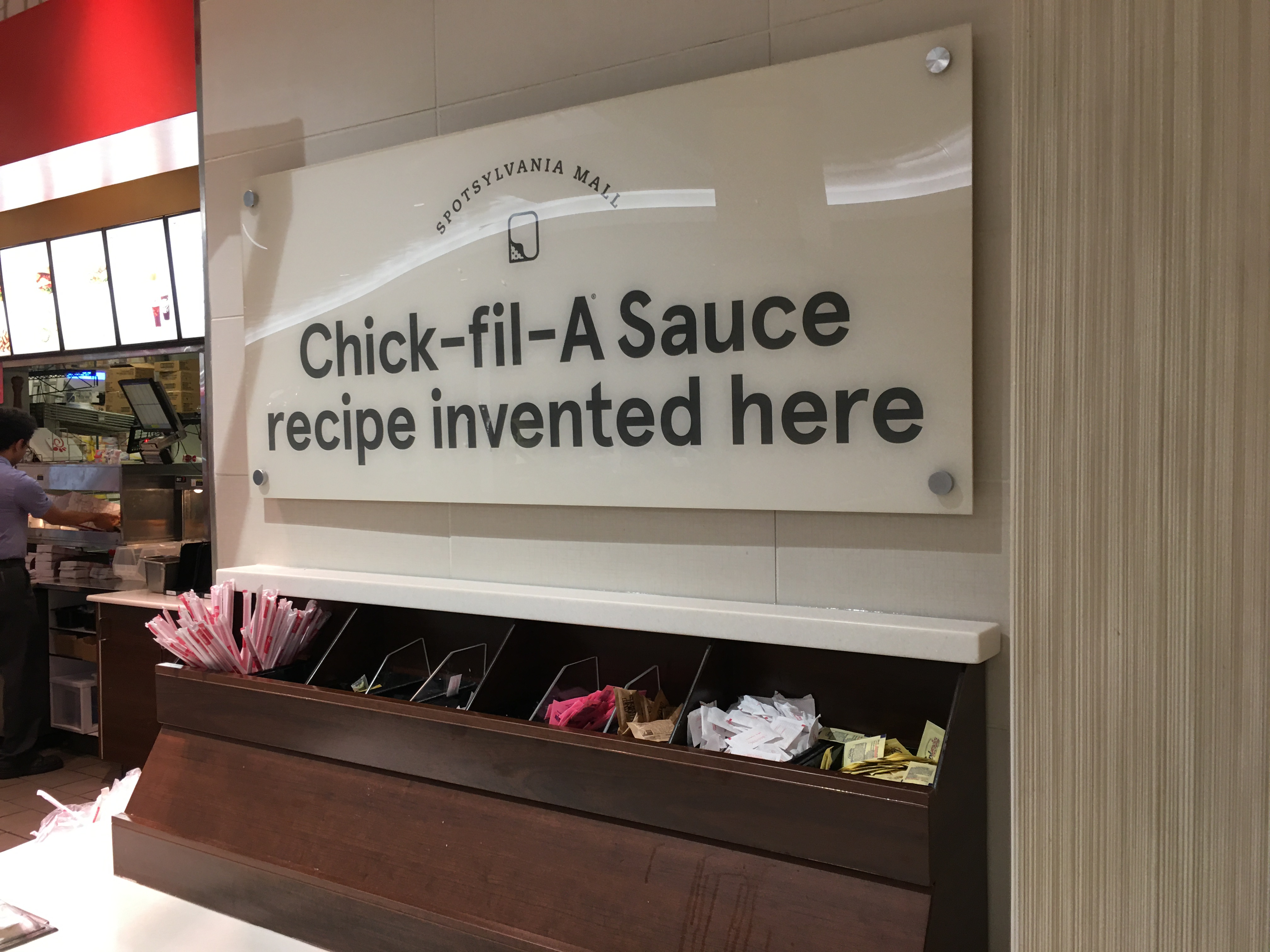
버지니아주 프레더릭스버그의 스팟실베이니아 타운 센터 칙필레 지점에 게시된 표지판. 칙필레 소스는 1983년 이 지점에서 발명되었다.

2017년 12월 17일, 칙필레는 전통을 깨고 일요일에 문을 열어 애틀랜타 하츠필드-잭슨 애틀랜타 국제공항 정전으로 발이 묶인 승객들에게 식사를 제공했다. 더 나아가, 2019년 1월 13일, 앨라배마주 모빌의 칙필레 프랜차이즈는 뇌성마비와 자폐를 앓고 있는 14세 소년의 생일 소원을 들어주기 위해 일요일에 문을 열었다.
2023년 2월 13일, 그들은 첫 번째 비육류 샌드위치인 빵가루를 입힌 콜리플라워 샌드위치를 제공하기 시작했다.
2023년 5월, 칙필레는 이유를 밝히지 않고 그린브라이어 몰의 원래 지점을 폐쇄했다.

## 사업 모델

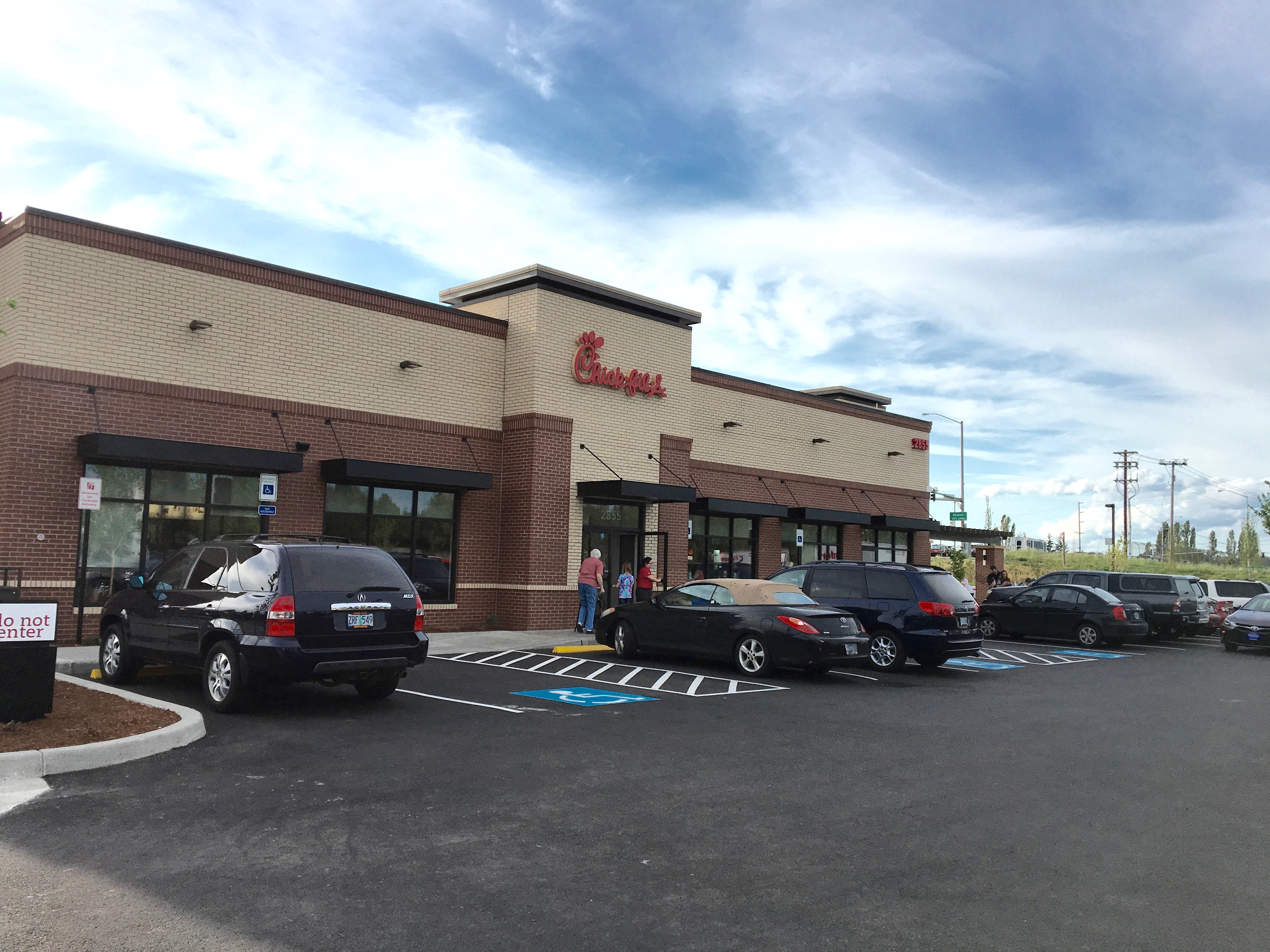
오리건주 힐즈버러에 있는 칙필레로, 이전에는 뉴포트 베이 레스토랑이었다. 이 지점은 2016년 3월에 문을 열었으며, 10년 만에 오리건주에서 처음으로 문을 열었다.

칙필레의 사업 전략은 소규모 메뉴와 고객 서비스에 중점을 두는 것이다. 많은 패스트푸드 체인이 다양한 요리를 제공하는 반면, 칙필레는 치킨 샌드위치 판매에 집중한다. 이름의 대문자 'A'는 그들의 닭이 "최고급 품질(grade A top quality)"임을 나타내기 위한 것이다. 회사의 고객 서비스 강조는 그 성공과 미국 내 성장에 기여한 것으로 보고된다.
칙필레는 자체 레스토랑을 건설하고 소유한다. 칙필레 프랜차이즈 가맹점은 US$10,000의 초기 투자가 필요하다. 가맹점주는 선정 및 교육 과정을 거치며, 이 과정은 몇 달이 걸릴 수 있다.
칙필레는 2022년에 레스토랑당 평균 671만 달러의 총수익을 기록했는데, 주 6일만 영업함에도 불구하고 미국 내 모든 패스트푸드 레스토랑 중에서 가장 높은 매출이었다. (레이징 케인즈는 레스토랑당 평균 544만 달러로 2위였다.)
2019년 칙필레는 미국에서 113억 달러의 매출을 기록했으며, 이는 같은 해 맥도날드의 404억 달러에 이어 두 번째로 높았다.
칙필레와 경쟁하기 위해 2019년 파파이스를 비롯한 다른 프라이드치킨 체인들은 프라이드치킨 샌드위치를 출시했는데, 이는 치킨 샌드위치 전쟁으로 알려진 마케팅 트렌드이다.

### 소스 소매 판매
2020년 봄, 칙필레는 플로리다 일부 슈퍼마켓에서 두 가지 디핑 소스 판매를 시험했으며, 모든 수익은 회사 매장 직원들을 위한 장학금으로 책정되었다. 이 시험은 성공적이었으며, 2021년까지 전국적으로 유통이 확대되었다. 2023년에는 두 가지 소스가 더 추가되었다.
2022년 10월, 회사는 신시내티 대도시권과 테네시 일부 지역에 샐러드 드레싱 판매를 포함하는 프로그램 확장을 시험했으며, 2023년 봄에는 전국적으로 확대되었다.
2025년 1월, 칙필레는 레모네이드 생산을 레스토랑에서 캘리포니아의 단일 자동 시설로 옮겨 중앙 집중화할 계획을 발표했다. 이 새로운 공장은 매일 30~35대의 레몬 트럭을 처리할 수 있으며, 각 트럭에는 50,000파운드의 레몬이 들어있다.

## 재무 성과
2024년 칙필레는 220억 달러의 시스템 전체 매출을 보고하여, 맥도날드 (535억 달러)와 스타벅스 (304억 달러)와 함께 미국 내 상위 3대 레스토랑 체인에 올랐다. 칙필레는 3,109개 지점으로 이러한 성과를 달성했는데, 이는 맥도날드의 13,559개 미국 지점과 비교된다. 칙필레의 평균 지점당 매출은 750만 달러로, 주요 미국 패스트푸드 체인 중 가장 높았다.

## 기업 문화
S. 트루엣 캐시는 독실한 남침례교 신자였으며, 그의 종교적 신념은 회사에 큰 영향을 미쳤다. 회사의 공식적인 기업 목적 선언문은 사업이 "우리에게 맡겨진 모든 것을 충실히 관리하여 하나님을 영화롭게 하는 것. 칙필레와 접촉하는 모든 사람에게 긍정적인 영향을 미치는 것"이라고 명시하고 있다. 캐시는 종교적, 개인적 이유로 회사가 상장하는 것을 반대했다.
회사 대변인은 2012년에 "우리 레스토랑의 칙필레 문화와 서비스 전통은 모든 사람을 그들의 신념, 인종, 신조, 성적 지향 또는 성별에 관계없이 존경과 존엄으로 대하는 것"이라고 말했다.

### 일요일 휴무
설립자의 첫날 안식일주의 기독교 교리에 따라, 모든 칙필레 매장은 일요일에 문을 닫는다. 추수감사절과 크리스마스에도 문을 닫는다. 캐시는 "일요일 휴무 결정은 하나님을 공경하고 사업보다 더 중요한 일에 집중하기 위한 우리의 방식이었다"고 말했다.
ABC 뉴스의 나이트라인과의 인터뷰에서 트루엣의 아들 댄 캐시는 기자 비키 매브리에게 회사가 일요일에 문을 닫는 이유가 "일요일이 되면 그는 완전히 지쳐 있었다. 그리고 그 당시에는 일요일이 큰 거래일도 아니었다. 그래서 그는 첫 일요일에 문을 닫았고, 그 이후로 계속 문을 닫고 있다. 그는 자신이 일요일에 일하는 것을 좋아하지 않는다면 다른 사람들도 마찬가지일 것이라고 생각했다"고 말했다.
스포츠 경기장에 있는 칙필레 지점도 일요일에 문을 닫는데, 이는 많은 경기가 일요일에 열림에도 불구하고 그렇다.

### 드라이브 스루 교통 체증
미국에서 칙필레의 드라이브 스루의 인기는 20개 이상의 주에서 교통 체증, 경찰 개입, 주변 상점의 불만을 야기했다. 긴 드라이브 스루 줄은 교통 체증을 유발하여 긴급 차량과 시내버스를 막고 충돌 및 보행자 부상 위험을 증가시키는 것으로 보고되었다.
2025년에 회사는 매출의 최대 60%가 드라이브 스루에서 나온다고 보고했다.

### 사순절 준수
서방 기독교의 사순절 동안, 칙필레는 과거에 사순절 기간 동안 기독교의 금육재 전통에 따라 생선 샌드위치를 홍보했다. 그들은 더 이상 이 제품을 제공하지 않는다.

### 항생제 없는 닭고기 제공
2014년 2월, 칙필레는 5년 이내에 전국 레스토랑에서 항생제를 사용하지 않고 사육한 닭을 제공할 계획을 발표했으며, 이는 이러한 약속을 한 최초의 패스트푸드 레스토랑이었다. 이는 2019년 5월까지 실행되었다. 나중에 회사는 "고품질 닭고기 공급을 유지하기 위해" 2024년 봄부터 항생제 비사용(NAE) 정책에서 인간 의학에 중요한 항생제 비사용(NAIHM)으로 전환할 것이라고 밝혔다. 2024년 3월, 칙필레는 "항생제 미사용" 닭고기만 사용하겠다는 기존의 약속에서 벗어날 것이라고 발표했다.

### 첨가물 제거
2011년, 음식 블로거이자 활동가인 바니 하리는 칙필레 샌드위치에 뷰테인으로 만든 tert-부틸하이드로퀴논(TBHQ)으로 보존 처리된 땅콩기름을 포함하여 거의 100가지의 재료가 들어 있다고 지적했다. 2012년 10월, 칙필레는 하리를 본사 경영진과 만나도록 초대했다. 2013년 12월, 칙필레는 액상과당과 인공 착색제를 제거하고 새로운 땅콩기름을 시험하고 있다고 밝혔다. 다른 회사들과 마찬가지로 칙필레는 이러한 성분에 중점을 두기 때문에 이미 뉴스에 나오지 않는 한 이러한 변화를 공개적으로 발표하지 않는다.

### 케이지 프리 계란
2016년, 칙필레는 2026년까지 케이지 프리 계란만 사용할 것을 약속했다. 2025년, 회사는 산업 역학 및 조류 독감과 같은 장애물을 이유로 이 약속을 철회했다.

## 해외 지점

### 캐나다

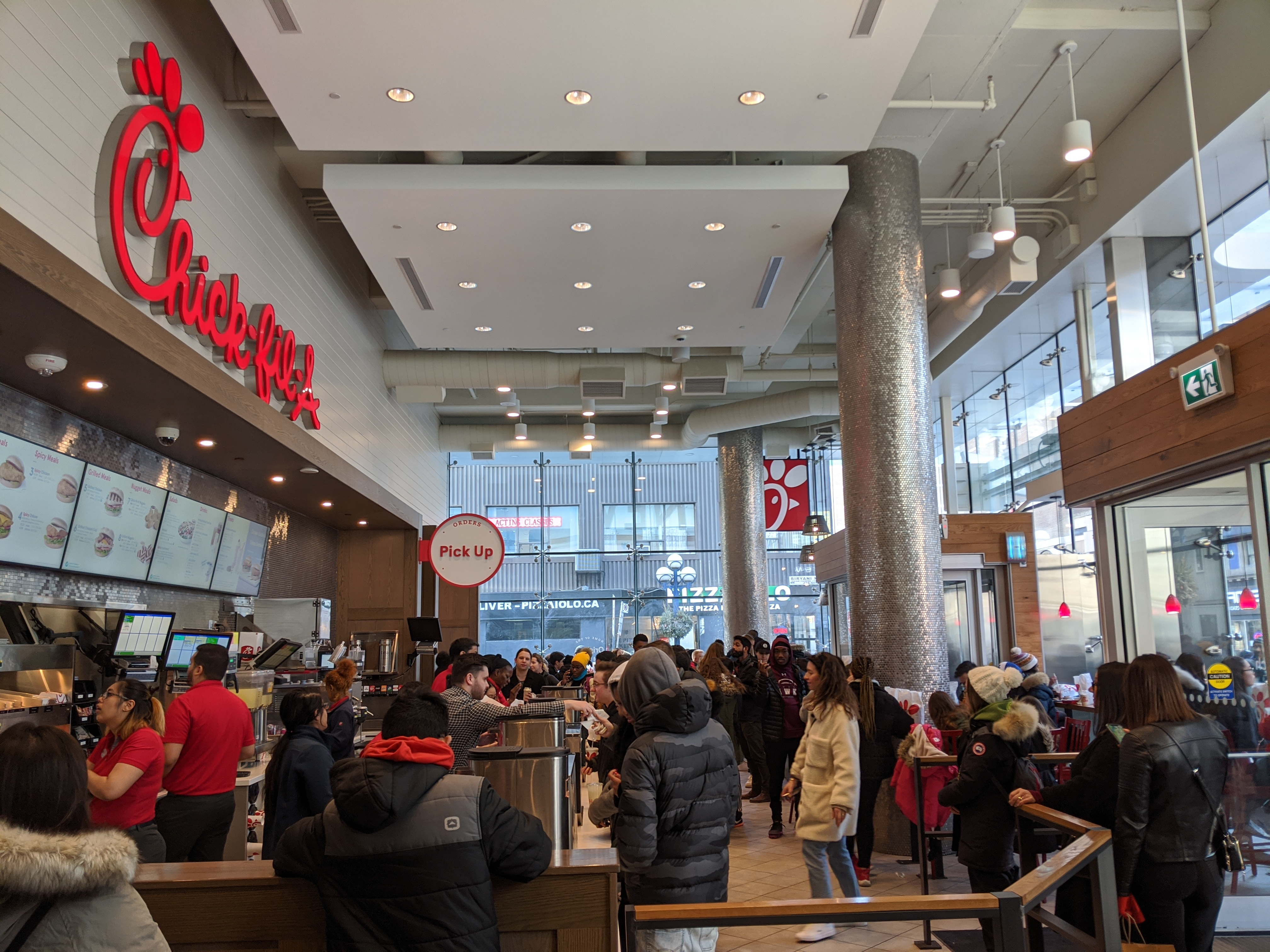
원 블루어의 칙필레, 토론토.

1994년 9월, 칙필레는 미국 이외 지역에 첫 지점을 앨버타 대학교의 학생회관 푸드코트 내 앨버타주 에드먼턴에 열었다. 이 지점은 실적이 좋지 않아 2~3년 안에 폐쇄되었다. 회사는 2014년 5월 앨버타주 캘거리 국제공항에 매장을 열었고, 2019년에 폐쇄했다.
칙필레는 2019년 9월 6일 온타리오주 토론토의 영 스트리트와 블루어 스트리트 지역에 레스토랑을 열었다. 동물 권리 침해와 "반LGBTQ 운동 지원 이력"에 대한 회사 비판 시위가 있었다. 칙필레는 2019년 동안 토론토에 두 개의 다른 지점을 열고, 향후 5년 동안 토론토 대도시권에 12개의 추가 매장을 열 것이라고 발표했다. 이 체인의 두 번째 토론토 지점은 2020년 1월 요크데일 쇼핑 센터에 문을 열었다.
2021년에는 온타리오주의 다른 지역으로 확장하여 8월에 키치너에, 10월에는 윈저에 드라이브 스루 레스토랑을 갖춘 독립 매장을 열었다.
2024년, 회사는 앨버타주에 지점을 열었으며, 그 중 하나는 에드먼턴의 웨스트 에드먼턴 몰 3단계 푸드코트였다. 다른 하나는 캘거리의 매클라우드 트레일에 위치했다.
2025년에는 영하의 추위에도 불구하고 수백 명의 고객이 온타리오주 케임브리지에 있는 레스토랑 밖에 새벽 5시부터 줄을 서기 시작했다.

### 남아프리카 공화국
1996년 8월, 칙필레는 북미 이외 지역에 첫 지점을 남아프리카 공화국 더반에 개설했다. 두 번째 지점은 1997년 11월 요하네스버그에 문을 열었다. 둘 다 수익성이 없어 2001년에 폐쇄되었다.

### 영국
2018년 봄 동안 에든버러에서 칙필레가 운영되었다. 2019년 10월 10일, 칙필레는 영국 레딩의 오라클 쇼핑 센터에 매장을 열면서 유럽으로 돌아왔다. 이 매장은 체인의 반LGBTQ 입장에 대한 지속적인 시위로 인해 오라클이 6개월간의 시험 기간 이후 해당 위치의 임대를 연장하지 않기로 결정한 후 2020년 3월에 폐쇄되었다.
2019년 2월, 칙필레는 애비모어에 12개월 시범 운영 매장을 열었다. 이 매장은 2020년 1월에 폐쇄되었는데, 지역 주민들과 고객들의 체인이 이전에는 반LGBT 권리 운동을 지원하는 자선 단체에 기부한 것에 대한 시위와 논란이 있었기 때문이다. 칙필레는 해당 지점에서 단기 운영을 항상 계획했다고 밝혔다.
이후 회사는 일부 정책을 변경하여 2020년에는 첫 다양성 책임자를 임명하고, 자선 활동을 동성 결혼 반대자들보다는 교육 및 기아 구제에 집중했다. 2023년 9월, 회사는 2025년 초부터 영국에 5개의 레스토랑을 열 계획이며, 향후 10년 동안 영국에 1억 달러 이상을 투자할 것이라고 밝혔다. 이 체인은 칙필레 레스토랑 개장 시 지역 단체에 25,000달러를 기부하고 잉여 음식을 지역 자선 단체에 기부하는 등 자선 정책을 영국 지점에도 적용할 것이라고 밝혔다.
칙필레는 2025년 1월 북아일랜드 리즈번에 첫 번째 정식 영국 레스토랑을 열었으며, 이어서 2025년 2월 템플패트릭에 웰컴 브레이크의 자회사인 애플그린과의 파트너십을 통해 두 번째 레스토랑을 열었다.

### 푸에르토리코
칙필레는 2022년 푸에르토리코에 첫 지점을 열었으며, 2024년까지 7개 레스토랑으로 확장했고, 2030년까지 최대 25개 지점을 목표로 하고 있다. 독특한 메뉴에는 푸에르토리코에서 100% 재배 및 로스팅한 커피가 포함되어 있다.

### 아시아 및 유럽으로 확장
칙필레의 앤드류 캐시 CEO는 2023년 3월에 2026년까지 아시아와 유럽에 레스토랑을 열 계획이며, 2030년까지 5개 해외 시장으로 확장할 예정이라고 발표했다. 월스트리트 저널은 "안정적인 경제, 밀집된 인구, 닭고기 수요"가 있는 국가를 찾고 있다고 보도했다.

#### 싱가포르
칙필레는 2024년 6월 26일부터 28일까지 3일간 에스플러네이드 몰에서 팝업 레스토랑을 열었는데, 이는 아시아 국가 중 처음으로 칙필레 팝업을 개최한 사례이다. 2024년 10월 17일, 칙필레는 2025년 말에 싱가포르에 공식적으로 개장할 것이며, 이는 아시아 국가 중 최초로 브랜드를 개장하는 것이며, 해당 국가의 첫 레스토랑에 10년 동안 7500만 달러를 투자할 것이라고 발표했다.

## 예정 지점
2018년 7월, 칙필레는 2022년 초에 하와이주 카훌루이에 첫 하와이 지점을 열 것이며, 호놀룰루와 카폴레오에 추가 지점이 뒤따를 것이라고 발표했다. 첫 번째 푸에르토리코 지점은 2022년 3월 3일 바야몬에 문을 열었다.

## 광고

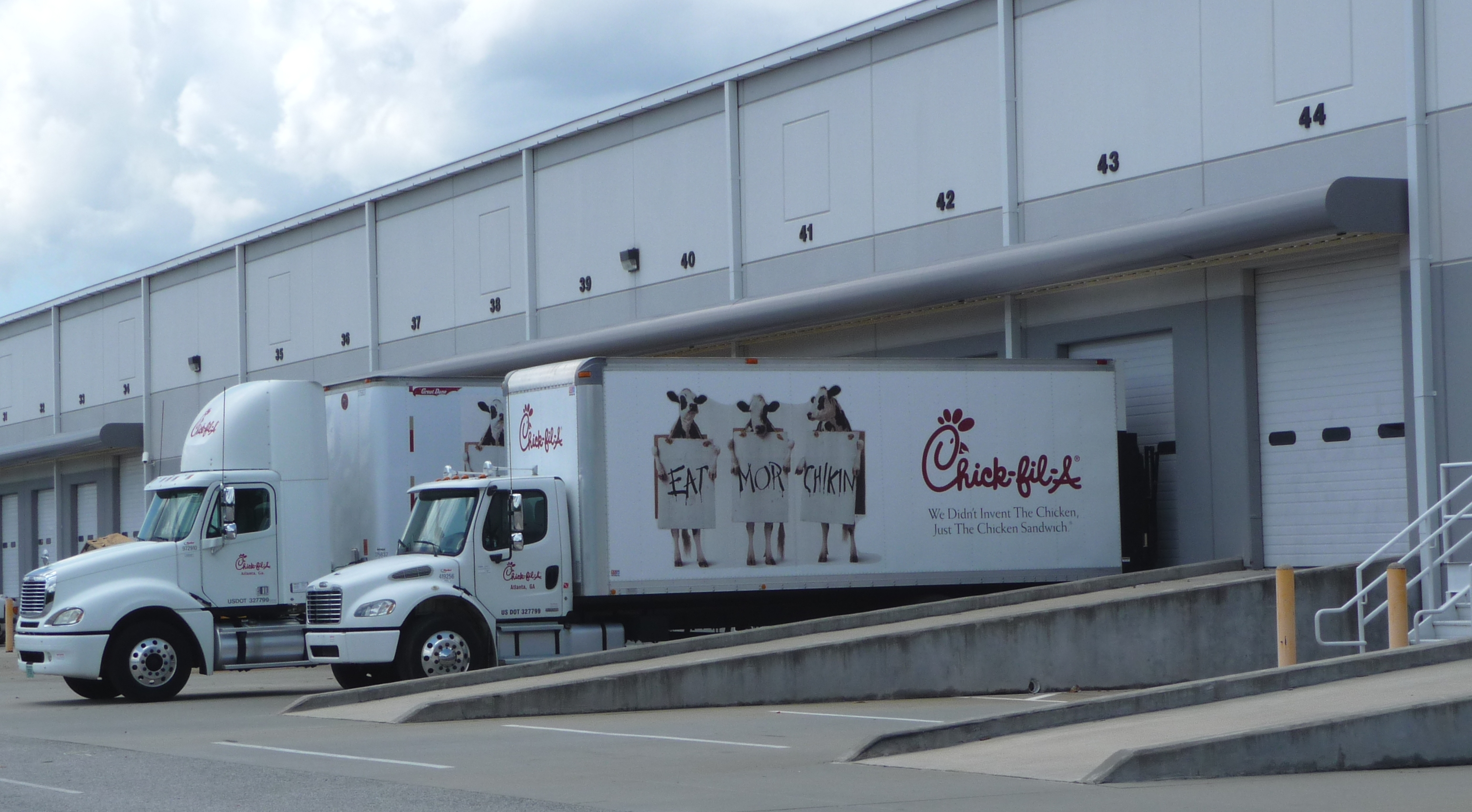
"Eat Mor Chikin" 슬로건이 표시된 칙필레 트럭

"Eat Mor Chikin"은 1995년 더 리처즈 그룹이 만든 체인의 가장 두드러진 광고 슬로건이다. 이 슬로건은 종종 대문자로 "Eat Mor Chikin"이라고 쓰인 표지판을 걸고 있거나 들고 있는 홀스타인 젖소가 등장하는 광고에서 볼 수 있다. 이 광고 캠페인은 2004년 1월 소해면상뇌병증 우려로 인해 일시적으로 중단되었는데, 이는 체인이 무감각하거나 우려를 이용하여 매출을 늘리는 것처럼 보이지 않기 위함이었다. 두 달 후, 소들은 다시 등장했다. 소들은 체인의 오래된 마스코트인 두들을 대체했는데, 두들은 로고의 'C'로 여전히 등장하는 의인화된 닭이다.
칙필레는 지적 재산권을 강력히 보호하며, 상표권을 침해했다고 생각하는 사람들에게 정지명령을 보낸다. 회사는 "eat more" 문구 사용이 대중의 혼란을 야기하고, 지적 재산의 독점성을 희석시키며, 가치를 감소시킨다고 주장하며 "eat more" 문구 사용에 대해 최소 30건의 성공적인 이의를 제기했다.
2011년, "Eat More Kale"이라는 티셔츠를 스크린 인쇄하는 버몬트 예술가 보 뮬러-무어에게 이 문구가 인쇄된 셔츠 인쇄를 중단하고 웹사이트를 넘기라는 서신이 발송되었다. 이 사건은 버몬트 주지사 피터 슘린으로부터 비난을 받았고, 그가 칙필레의 "기업 괴롭힘"이라고 비판하는 역풍을 일으켰다. 2014년 12월 11일, 보 뮬러-무어는 미국 특허청이 자신의 "Eat More Kale" 문구 상표 등록 신청을 승인했다고 발표했다. 그의 승리에 대한 공식 발표는 2014년 12월 12일 슘린과 다른 지지자들과 함께 주 청사 계단에서 열렸다. 그의 공개적인 투쟁은 지역 및 전국적인 관심을 끌었으며, 슘린과 뉴햄프셔 대학교 법률 클리닉의 프로 보노 법대생 팀의 지지를 받았다.
리처즈 그룹과 22년간 함께한 후, 칙필레는 2016년에 매캔 뉴욕으로 광고 대행사를 변경했다. 소와 함께 광고에는 "아침 식사로 닭고기를. 생각만큼 미친 짓은 아니다(Chicken for Breakfast. It's not as crazy as you think.)"라는 캠페인에 역사 속 유명 인물들이 등장했다.

## 스폰서 행사
칙필레 클래식
칙필레 클래식은 사우스캐롤라이나주 컬럼비아에서 열리는 고등학교 농구 토너먼트로, 전국적으로 순위가 높은 선수들과 팀들이 참가한다. 이 토너먼트는 콜롬비아 지역 고등학교 졸업생들에게 장학금을 제공하는 그레이터 컬럼비아 교육 진흥 재단(GCEAF)이 공동 후원한다.
칙필레 피치 볼
칙필레 피치 볼은 2006년까지 피치 볼로 알려졌고 2014년에 칙필레 피치 볼로 이름이 변경된 대학 미식축구 볼 게임으로, 매년 조지아주 애틀랜타에서 열린다.
칙필레 키코프 게임
칙필레 키코프 게임은 매년 메르세데스-벤츠 스타디움에서 열리는 시즌 초 대학 미식축구 경기이다. 2017년 이전에는 조지아 돔에서 열렸다. 이 경기에는 항상 사우스이스턴 콘퍼런스 소속의 두 개의 높은 순위 팀이 참가한다. 이 행사는 2012년 시즌에 두 경기로, 2014년 시즌에 다시 두 경기로 확대되었다. 2017년에도 두 경기가 열렸다. 2023년 7월 12일, 조지아주에 본사를 둔 보험 회사 아플락이 이 경기의 새로운 스폰서가 되었다.

## 동성 결혼
칙필레는 윈셰이프 재단을 통해 동성결혼에 반대하는 단체에 5백만 달러 이상을 기부했다. 이에 대한 대응으로 여러 대학의 학생들은 캠퍼스 내 칙필레 레스토랑을 금지하거나 제거하기 위해 노력했다.
2012년 6월과 7월, 칙필레의 최고운영책임자인 댄 T. 캐시는 동성 결혼에 대해 여러 차례 공개적으로 발언했으며, "결혼이 무엇인지 정의할 용기가 있는" 사람들이 "우리 나라에 하나님의 심판을 불러오고 있다"고 말했다. 여러 저명한 정치인들이 반대 의견을 표명했다. 보스턴 시장 토머스 메니노와 시카고 시의원 프로코 조 모레노는 그들의 지역에 프랜차이즈 확장을 막기를 바란다고 말했다. 제안된 지역 금지 조치는 자유주의 평론가, 법률 전문가 및 미국 시민 자유 연맹의 비판을 받았다.
칙필레와 파자니멀즈 어린이 식사 장난감 라이선스 계약을 맺었던 짐 헨슨 컴퍼니는 사업 관계를 중단하고 그 대금을 동성애자 & 레즈비언 인권 옹호 연맹에 기부할 것이라고 밝혔다. 칙필레는 논란 이전에 관련 없는 안전 문제가 발생했다고 주장하며 장난감 배포를 중단했다. 칙필레는 2012년 7월 31일 성명을 발표하며 "우리는 음식, 서비스, 환대에 중점을 둔 레스토랑 회사이며, 동성 결혼에 대한 정책 논쟁은 정부와 정치 영역에 맡기겠다"고 말했다.
논란에 대응하여 전 아칸소 주지사 마이크 허커비는 동성 결혼 운동가들이 시작한 칙필레 보이콧에 맞서기 위해 칙필레 감사의 날 운동을 시작했다. 이 체인의 많은 매장들이 그날 기록적인 고객 수를 보고했다. 미국 연방항공국 또한 두 도시에 대해 칙필레가 국제 공항에 개점하는 것을 막는 것에 대해 "연방 규정은 공항 운영자가 FAA 보조금 지원을 받거나 혜택을 받는 공항 활동에 종교적 신념을 이유로 참여를 배제하는 것을 금지한다"고 응답했다.
2018년 4월, 칙필레는 동성 결혼을 반대하는 기독교 운동선수 협회에 계속 기부한 것으로 알려졌다. 2019년 11월 18일 인터뷰에서 칙필레의 팀 타소풀로스 사장은 회사가 구세군과 기독교 운동선수 협회에 대한 기부를 중단할 것이라고 밝혔다.

## 관련 레스토랑

### 해이프빌 드워프 하우스
트루엣 캐시는 1946년 해이프빌에 그의 첫 레스토랑인 더 드워프 그릴을 열었고, 나중에 드워프 하우스로 이름을 변경했으며, 그곳에서 압력 조리된 닭가슴살 샌드위치를 개발했다. 원래 칙필레 드워프 그릴에는 정식 입구 외에 매우 작은 크기의 정문도 있다.
해이프빌에 있는 원래 드워프 하우스는 일요일, 추수감사절, 크리스마스를 제외하고 주 6일 24시간 영업한다. 토요일 밤과 추수감사절 및 크리스마스 전날에는 오후 10시에 문을 닫고, 월요일 아침과 추수감사절 및 크리스마스 다음 날에는 오후 6시에 다시 문을 연다. 다른 드워프 하우스 지점보다 더 큰 다이닝 메뉴를 가지고 있으며, 레스토랑 뒤편에는 일곱 난쟁이 애니메이션 디스플레이가 있다. 이 지점은 이전 포드 모터 컴퍼니 공장인 애틀랜타 조립 공장의 길 건너편에 있었다.

### 드워프 하우스
1986년에 문을 연 트루엣의 오리지널 풀 서비스 레스토랑은 다양한 메뉴를 제공하며, 고객들에게 테이블 서비스, 카운터 서비스 또는 드라이브 스루 창구를 통해 서비스를 제공한다. 메트로 애틀랜타 지역에는 덜루스, 리버데일, 존스보로, 포레스트 파크, 페이엣빌 등 11개 중 5개의 오리지널 칙필레 드워프 하우스 레스토랑이 여전히 운영되고 있다.

### 트루엣 그릴
1996년, 첫 번째 트루엣 그릴이 조지아주 모로에 문을 열었다. 두 번째 지점은 2003년 조지아주 맥도너에, 세 번째 지점은 2006년 조지아주 그리핀에 문을 열었다. 칙필레 드워프 하우스와 유사하게, 이 독립적으로 소유된 레스토랑들은 전통적인 착석 식사와 확장된 메뉴 선택을 다이너 테마의 레스토랑에서 제공한다. 2017년, 칙필레는 여러 드워프 하우스 지점을 철거하고 트루엣 그릴 지점으로 교체했다.

### 트루엣 칙필레
트루엣 칙필레는 설립자 S. 트루엣 캐시를 기리기 위해 설계되었다. 레스토랑은 가족 사진과 레스토랑 설립자의 좋아하는 인용문으로 장식되어 있다. 이 레스토랑은 아침, 점심, 저녁 식사를 위해 드라이브 스루, 카운터 및 착석 서비스를 제공한다. 뉴넌, 롬, 스톡브리지, 우드스톡 등 4개의 지점이 있다.

### 트루엣스 루아우
트루엣 캐시가 하와이를 방문했고, 92세에 2013년 조지아주 페이엣빌에 트루엣스 루아우를 열었다. 메뉴에는 남부 미국식으로 재해석된 섬 요리들이 포함되어 있다. 이 레스토랑은 착석, 카운터 및 드라이브 스루 서비스를 제공한다.
조지아주 그리핀의 드워프 하우스와 트루엣 그릴
- 조지아주 스폴딩 카운티 그리핀의 칙필레 드워프 하우스 입구
- 조지아주 스폴딩 카운티 그리핀의 트루엣 그릴, 노스 익스프레스 웨이 1455번지
- 조지아주 스폴딩 카운티 그리핀의 칙필레 드워프 하우스

## 수뇌부

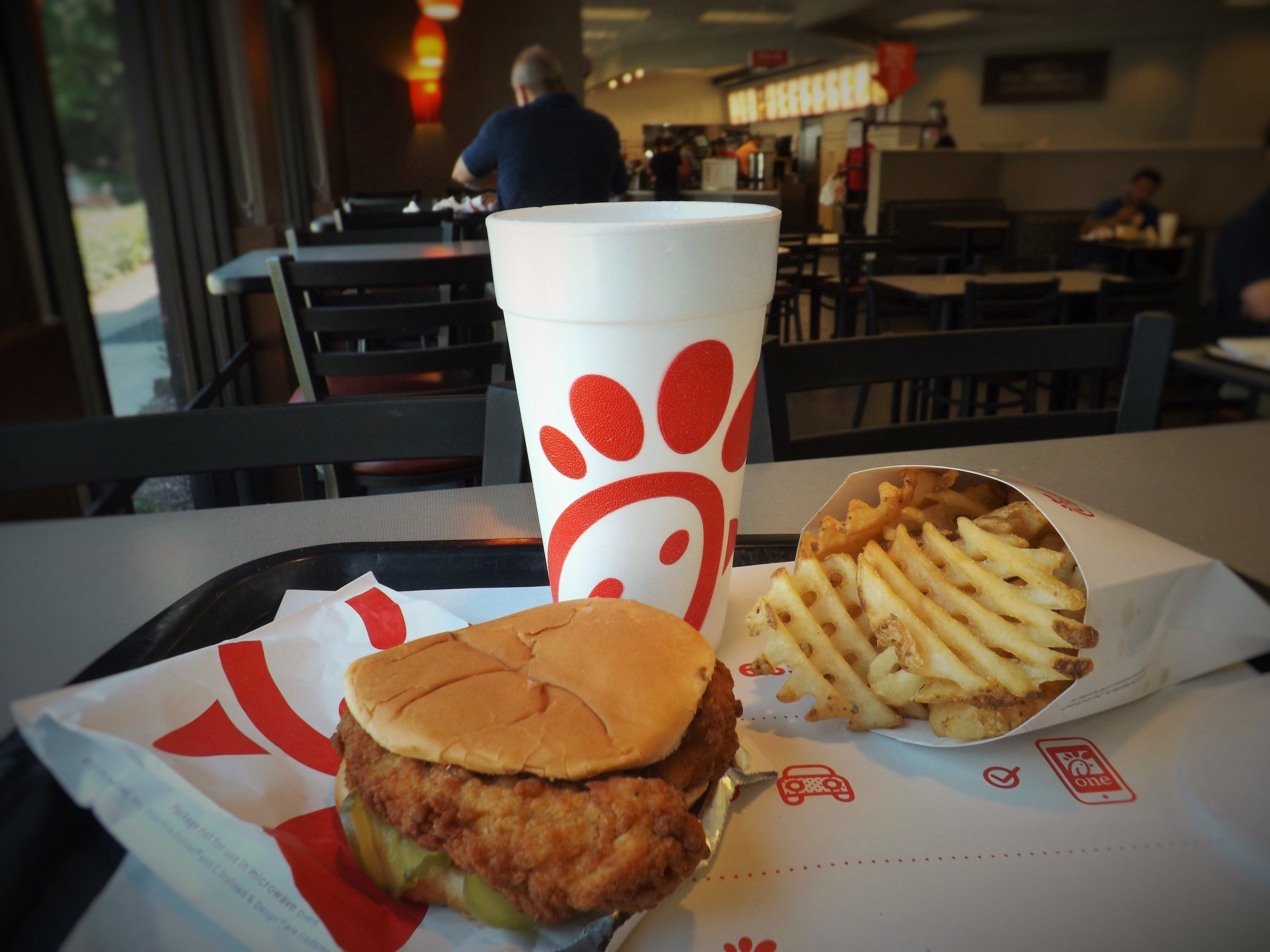
칙필레의 치킨 샌드위치와 와플 프라이

캐시 가족은 1946년 레스토랑 체인 설립 이래로 칙필레를 운영해왔으며, 2025년 기준 현재 캐시 가족의 3세대가 이끌고 있다.

### 회장 목록
1. S. 트루엣 캐시 (1946년–2013년)
2. 댄 캐시 (2013년–)

### 최고경영자 목록
1. S. 트루엣 캐시 (1946년–2013년)
2. 댄 캐시 (2013년–2021년)
3. 앤드류 T. 캐시 (2021년–)

### 사장 목록
1. 지미 콜린스 (1968년–2001년)
2. 팀 타소풀로스 (2016년.–2023년)
3. 수잔나 프로스트 (2024년–)

## 메뉴
2018년에 가장 많이 주문된 품목은 와플 프라이였고, 이어서 음료, 치킨 너겟, 오리지널 치킨 샌드위치 순이었다. 칙필레 웹사이트에는 모든 메뉴 항목과 영양 정보가 나열되어 있다.